# Phlegmacium
Phlegmacium (Fr.) Wünsche – rodzaj grzybów z rodziny zasłonakowatych (Cortinariaceae).

## Systematyka i nazewnictwo
Pozycja w klasyfikacji według Index Fungorum: Phlegmacium, Cortinariaceae, Agaricales, Agaricomycetidae, Agaricomycetes, Agaricomycotina, Basidiomycota, Fungi.
Synonimy:
- Agaricus trib. Phlegmacium Fr. 1821
- Cortinarius sect. Phlegmacium (Fr.) Gillot & Lucand 1891
- Cortinarius subgen. Phlegmacium (Fr.) Trog 1844[2].

Gatunki występujące w Polsce
- Phlegmacium amoenolens (Rob. Henry ex P.D. Orton) Niskanen & Liimat. 2022 – tzw. zasłonak bukowy
- Phlegmacium areni-silvae (Brandrud) Niskanen & Liimat. 2022[3]
- Phlegmacium balteatocumatile (Rob. Henry ex P.D. Orton) Niskanen & Liimat. 2022 – tzw. zasłonak modrordzawy
- Phlegmacium balteatum (Fr.) A. Blytt 1905 – tzw. zasłonak fioletowobrzegi
- Phlegmacium cliduchum (Secr. ex Fr.) Ricken 1912 – tzw. – zasłonak żółtkowy
- Phlegmacium coerulescentium (Rob. Henry) Niskanen & Liimat. 2022[3]
- Phlegmacium daulnoyae (Quél.) Niskanen & Liimat. 2022[3]
- Phlegmacium eucaeruleum (Rob. Henry) Niskanen & Liimat. 2022[4]
- Phlegmacium glaucopus (Schaeff.) Wünsche 1877 – tzw. zasłonak niebieskostopy
- Phlegmacium luhmannii (Münzmay, Saar & B. Oertel) Niskanen & Liimat. 2022[4]
- Phlegmacium mussivum (Fr.) Niskanen & Liimat. 2022[4]
- Phlegmacium percome (Fr.) A. Blytt 1905 – tzw. zasłonak majerankowy
- Phlegmacium saginum (Fr.) Niskanen & Liimat. 2022 – tzw. zasłonak torfowy
- Phlegmacium triumphans (Fr.) A. Blytt 1905 – tzw. zasłonak żółtozłoty
- Phlegmacium vulpinum (Velen.) Niskanen & Liimat. 2022[3]

Nazwy naukowe na podstawie Index Fungorum. Wykaz gatunków i nazwy polskie według Władysława Wojewody (gatunki bez przypisów), oraz T. Ślusarczyka (z przypisem). Gdy W. Wojewoda w 2003 r. podał polskie nazwy, gatunki te należały do rodzaju Cortinarius (zasłonak), po przeniesieniu do rodzaju Phlegmacium stały się niespójne z aktualną nazwą naukową.